# Duel des Mignons
Pour les articles homonymes, voir Mignon (homonymie).

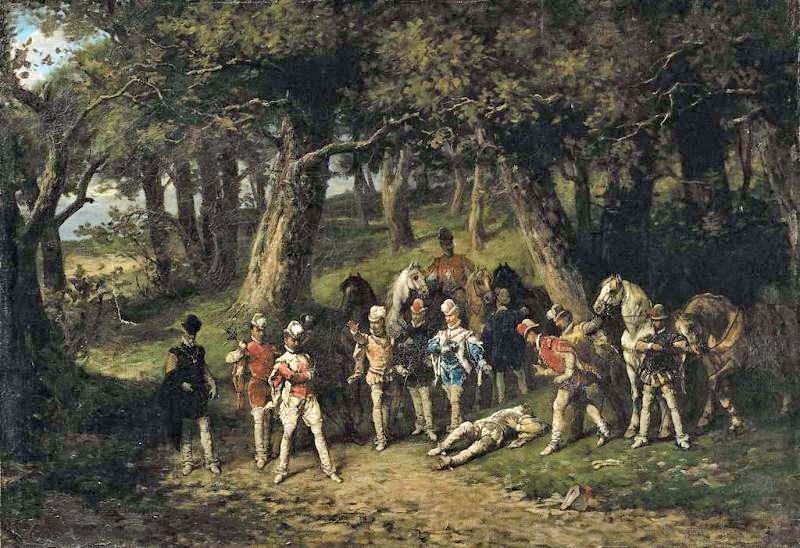
Le duel des mignons, toile du peintre polonais Władysław Bakałowicz, XIXe siècle.

Le duel des Mignons est un affrontement opposant plusieurs mignons du roi Henri III : Guy d’Arces, seigneur de Livarot, et Louis de Maugiron, témoins de Jacques de Caylus, à François de Ribérac et Georges de Schomberg, témoins de Charles de Balsac d'Entragues, surnommé « le bel Entraguet ». Il eut lieu le dimanche 27 avril 1578, avant l'aube au marché aux chevaux des Tournelles à Paris. 
Cet événement étonna les contemporains par sa violence et par le fait que plusieurs des favoris proches du roi y trouvèrent la mort. Maugiron et Schomberg succombèrent pendant le combat. Ribérac mourut de ses blessures, le lendemain à midi, et Caylus, blessé dix-neuf fois, agonisa pendant trente-trois jours avant d’expirer, le 29 mai. Quant aux deux autres, Livarot fut hospitalisé six semaines pour une blessure à la tête, mais Entraguet, avec qui tout avait commencé, n’eut à déplorer qu’une estafilade au bras.
Le duel a longtemps été vu à tort comme un combat entre les partisans du roi et ceux du duc de Guise (Ribérac, Schomberg et Entraguet faisaient également partie des favoris d'Henri III), ou entre les partisans du roi et ceux du duc d'Anjou.

## Causes du duel et résumé des faits

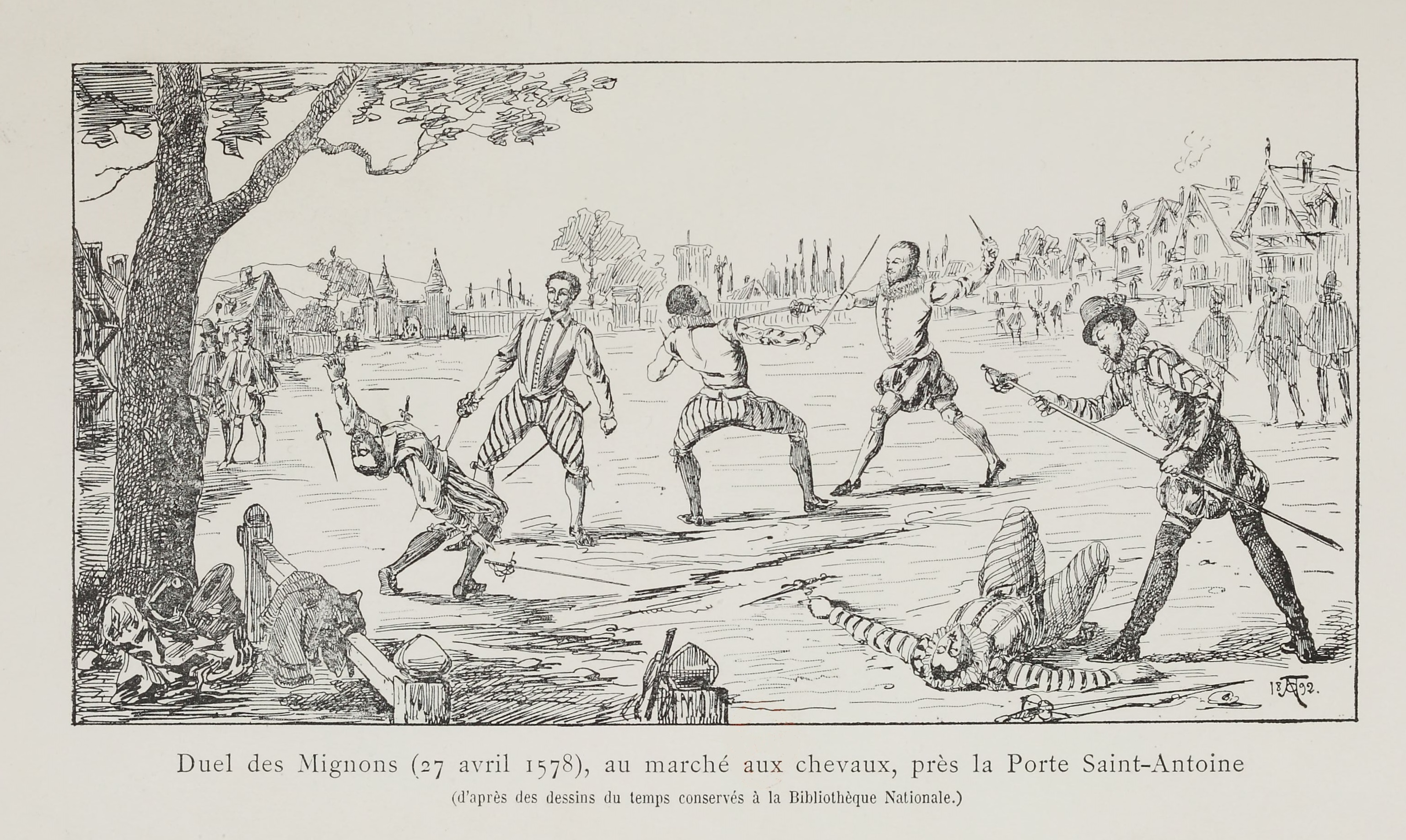
Le duel des mignons, gravure de la fin du XIXe siècle.

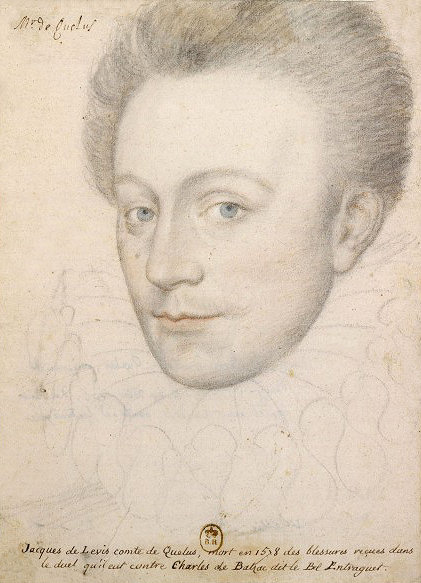
Jacques de Lévis de Caylus.

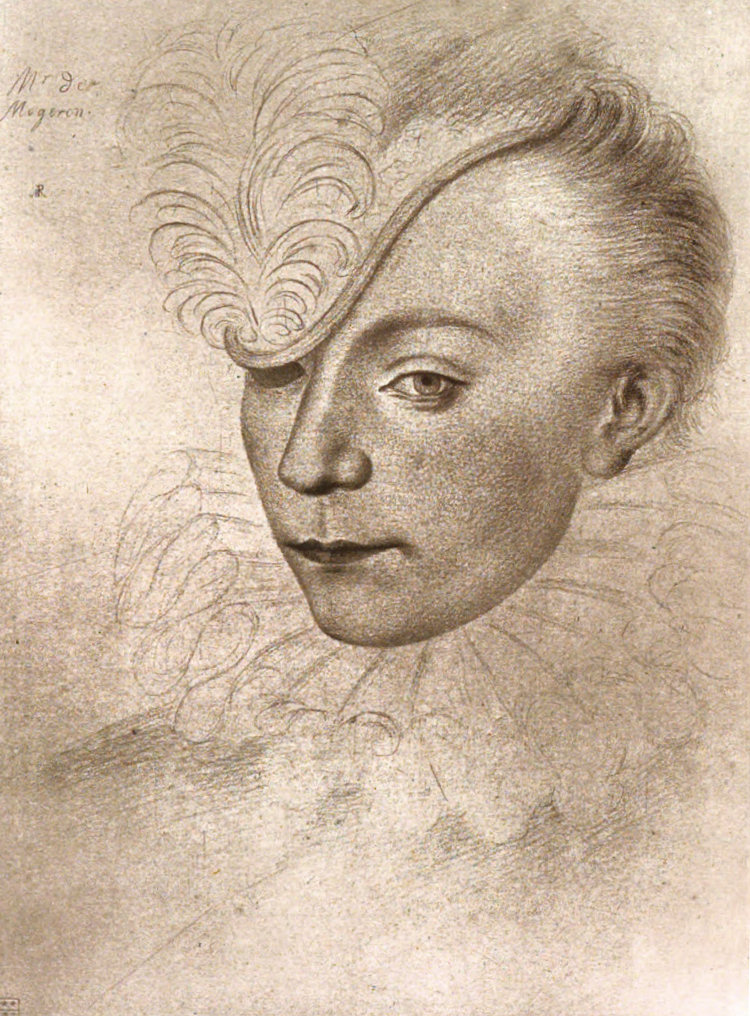
Louis de Maugiron.

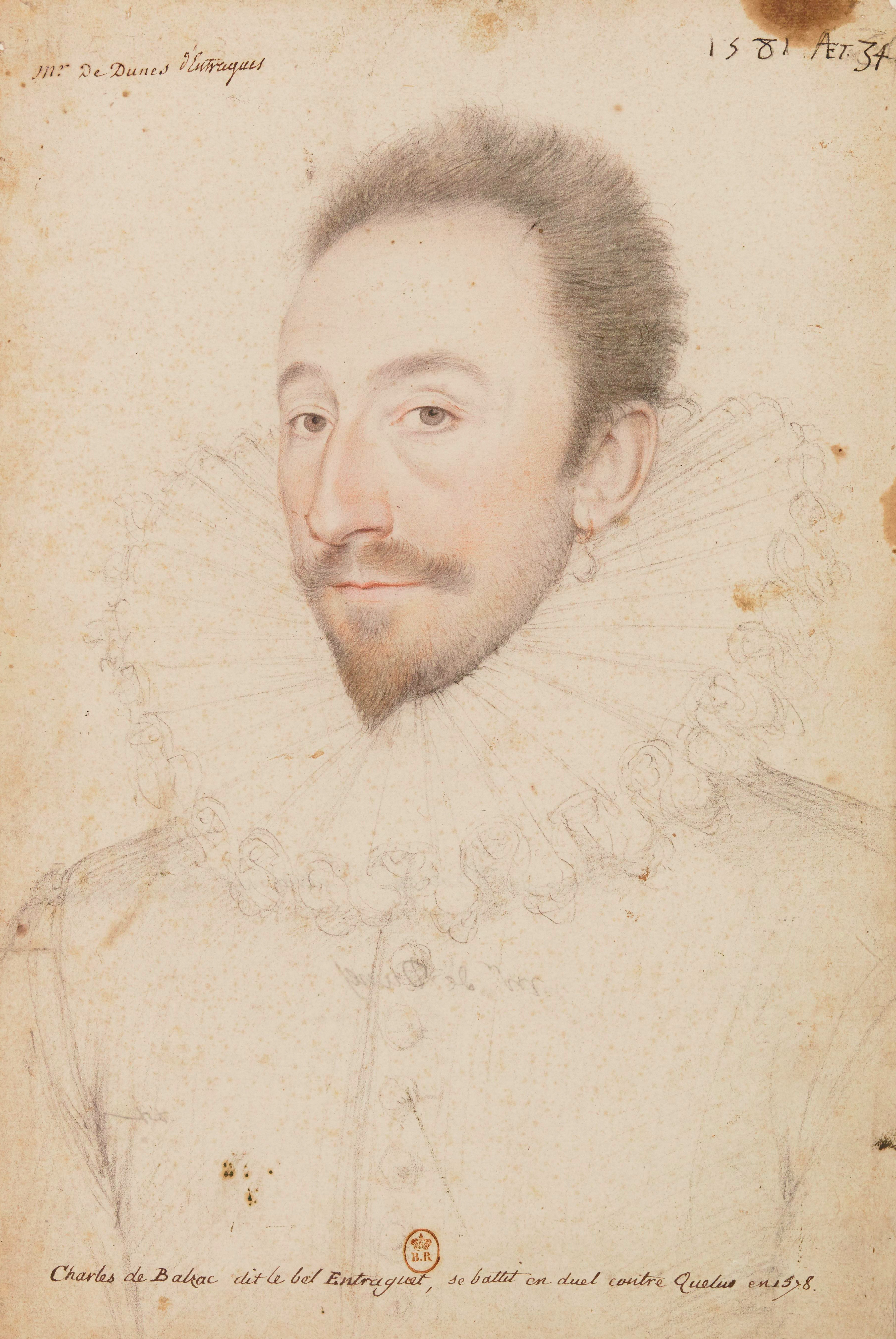
Charles de Balsac d'Entragues.

Dans le compte rendu qu’il fait des évènements, Jean de La Taille de Bondaroy rapporte que la cause première du duel serait une querelle ayant opposé Caylus, grand favori du roi Henri III, à Entraguet, alors quelque peu en défaveur à la cour, la veille au soir du duel. Caylus, apercevant Entraguet sortir de la chambre d’une dame aux mœurs réputées légères, se serait moqué de lui et les deux hommes conviennent très vite de régler la querelle par un duel en présence de témoins le lendemain à l’aube.
Le 27 avril 1578, vers cinq heures du matin, les protagonistes se retrouvent au marché aux chevaux près de la Bastille, à l’emplacement actuel de la place des Vosges. D’un côté, Charles de Balzac, baron d’Entragues et ses deux témoins, François d’Aydie de Ribérac et Georges de Schomberg ; de l’autre, Jacques de Lévis, comte de Caylus, accompagné de Louis de Maugiron et Guy d’Arces de Livarot. 
Voyant Caylus et Entraguet sur le point d’en découdre, Ribérac, toujours d’après le récit de La Taille, aurait tenté une conciliation, mais se heurta au désir de se battre de Maugiron. Voyant cela, Livarot et Schomberg décidèrent alors également de croiser le fer. 
Les duels furent marqués par leur brièveté et leur violence, les combattants ne portant aucune protection. Ribérac porta à Maugiron un coup d’estoc à la poitrine qui le tua sur le coup mais, emporté par son élan, s’empala sur l’épée de son adversaire. Schomberg porta un violent coup de taille à Livarot, le blessant gravement à la tête ; ce dernier répliqua aussitôt par une estocade mortelle au cœur de son adversaire. Caylus, ayant oublié sa dague, se trouvait gravement handicapé dans son combat contre Entraguet, qui disposait, lui, de son épée et de sa dague. Obligé de parer les coups avec le bras, Caylus se retrouva vite couvert de nombreuses blessures ; touché dix-neuf fois à divers endroits du corps, il abandonna le combat alors qu’Entraguet ne souffrait que d’une estafilade au bras. 
En plus de Maugiron et de Schomberg, morts sur le coup, le duel fit deux autres victimes. Ribérac succomba le lendemain à sa grave blessure et Caylus agonisa pendant trente-trois jours à l’hôtel de Boisy, rendant finalement le dernier souffle, le 29 mai, à la grande détresse du roi Henri III, qui vint souvent le voir à son chevet. Livarot finit par se remettre après avoir été hospitalisé six semaines mais resta estropié. 
Ainsi, le bilan du duel fait état de la mort d'un duelliste (Caylus), de trois témoins : Maugiron (témoin de Caylus), Ribérac et Schomberg (les témoins de Charles de Balzac) ainsi qu'un blessé grave : Livarot (témoin de Caylus).
Craignant d’être puni pour son acte, Entraguet s’éloigna de la Cour et se plaça sous la protection du duc de Guise avant d’obtenir finalement le pardon royal. Les contemporains de l’évènement furent frappés par la violence du duel, et notamment le fait que les témoins se soient également battus alors que leur rôle devait se cantonner à veiller au bon déroulement de la rencontre. Montaigne et Brantôme, en particulier, condamnèrent vigoureusement ce duel.

## Littérature politique
- L’Anti-Guisart, probablement dû à un protestant, 1587.
- Le Théâtre de France, 1578, parle de la journée des pourceaux.
- Discours des querelles et de l’honneur, Guillaume de Chevalier, Paris, Matthieu Guillemot, 1598.

## Représentations artistiques
- Plaintes de Cléophon, élégie de Jean Passerat.
- La Dame de Monsoreau d’Alexandre Dumas, avant-dernière séquence du roman. L'auteur a romancé le combat en y ajoutant Bussy d'Amboise, qui aurait dû affronter D'Epernon ; et en le datant du 9 juin 1578. D'Epernon s'y rendait complice du duc d'Anjou et du comte de Monsoreau (désireux l'un et l'autre, la veille du duel, de se venger d'un adultère) dans l'assassinat de Bussy, que Dumas avançait ainsi de quatorze mois (19 août 1579). D'Epernon finançait le recrutement d'une vingtaine de spadassins. Par ailleurs, Dumas a modifié la configuration et les péripéties du combat : Schomberg y combattait avec Quélus et Maugiron, mignons d'Henri III, Livarot avec Antraguet et Ribeirac, favoris du duc d'Anjou et "amis de Bussy". Il ne fut pas question pour Dumas de programmer un combat singulier validé par quatre témoins, mais d'organiser à l'avance la lutte plurielle de huit combattants, s'affrontant à quatre contre quatre (en comptant Bussy et d'Epernon), les favoris du duc d'Anjou comtre les favoris du roi. Dumas a sans doute voulu donner la victoire aux "amis de Bussy", principal protagoniste masculin du roman. Antraguet, Livarot et Ribeirac, au prix de la seule perte du dernier, passent au fil de l'épée Quélus, Schomberg et Maugiron.
- Épitaphe, poème de José-Maria de Heredia (dans Les Trophées).